# Jim Londos
Jim Londos, pseudonimo di Christos Theofilou (gr. Χρήστος Θεοφίλου, pron. ; Koutsopodi, 2 gennaio 1894 – Escondido, 19 agosto 1975), è stato un wrestler greco naturalizzato statunitense.
Noto con il soprannome "The Golden Greek" fu uno dei wrestler più famosi e popolari degli anni trenta e quaranta.

## Biografia
Nacque nel 1894 a Koutsopodi in Grecia, figlio più giovane dei tredici di Theophilos e Maria. Da adolescente fece il pastore. Suo padre, Theophilos, era un lottatore studentesco di notevole reputazione, ed è accreditato di aver istruito il suo giovane figlio in questo sport.
All'età di tredici anni scappò di casa ed emigrò negli Stati Uniti d'America. Fece diversi lavori occasionali tra cui mozzo, operaio edile e modello di nudo per lezioni di disegno figurativo. Quindi ottenne un lavoro come ricevitore in uno spettacolo acrobatico in una fiera di paese. Fu durante questo periodo che si approcciò al wrestling professionistico e iniziò ad allenarsi.

## Carriera nel wrestling
Fu proprio nelle fiere di paese che Londos imparò l'arte del catch. Studiò approfonditamente vari stili differenti di lotta e si allenò anche nel jiu-jitsu, arte marziale che conobbe da adolescente abitando nei pressi di Chinatown a San Francisco. Lou Thesz scrisse nella sua autobiografia che Londos era un vero combattente oltre che un grande intrattenitore.
I primi incontri di Londos, nel 1912, furono come "Wrestling Plasterer" Christopher Theophelus, una gimmick che lo vedeva salire sul ring in tuta. Dopo qualche anno, passò a lottare con lo pseudonimo Jim Londos.
Londos divenne il wrestler più popolare e conosciuto degli anni trenta e quaranta negli Stati Uniti, continuando ad attirare grandi folle nelle arene fino al suo ritiro, lottando contro molti campioni mondiali come Ed "Strangler" Lewis, Dick Shikat, Ray Steele e Joe Stecher. Nella metà degli anni trenta, avrebbe dovuto affrontare anche un giovane Lou Thesz, ma il coach di Thesz, George Tragos, non volle organizzare il match, temendo che Londos avrebbe potuto provare ad infortunare sul serio il giovane talento in ascesa. Nel 1933 lottò in un incontro di arti marziali miste con Oki Shikina. Il match terminò in pareggio.
Londos era considerato una sorta di eroe nazionale in Grecia. Quando si recò lì per un match, attirò un pubblico di circa 100,000 fan.
Si ritirò dal ring nel 1953.

## Vita privata e morte

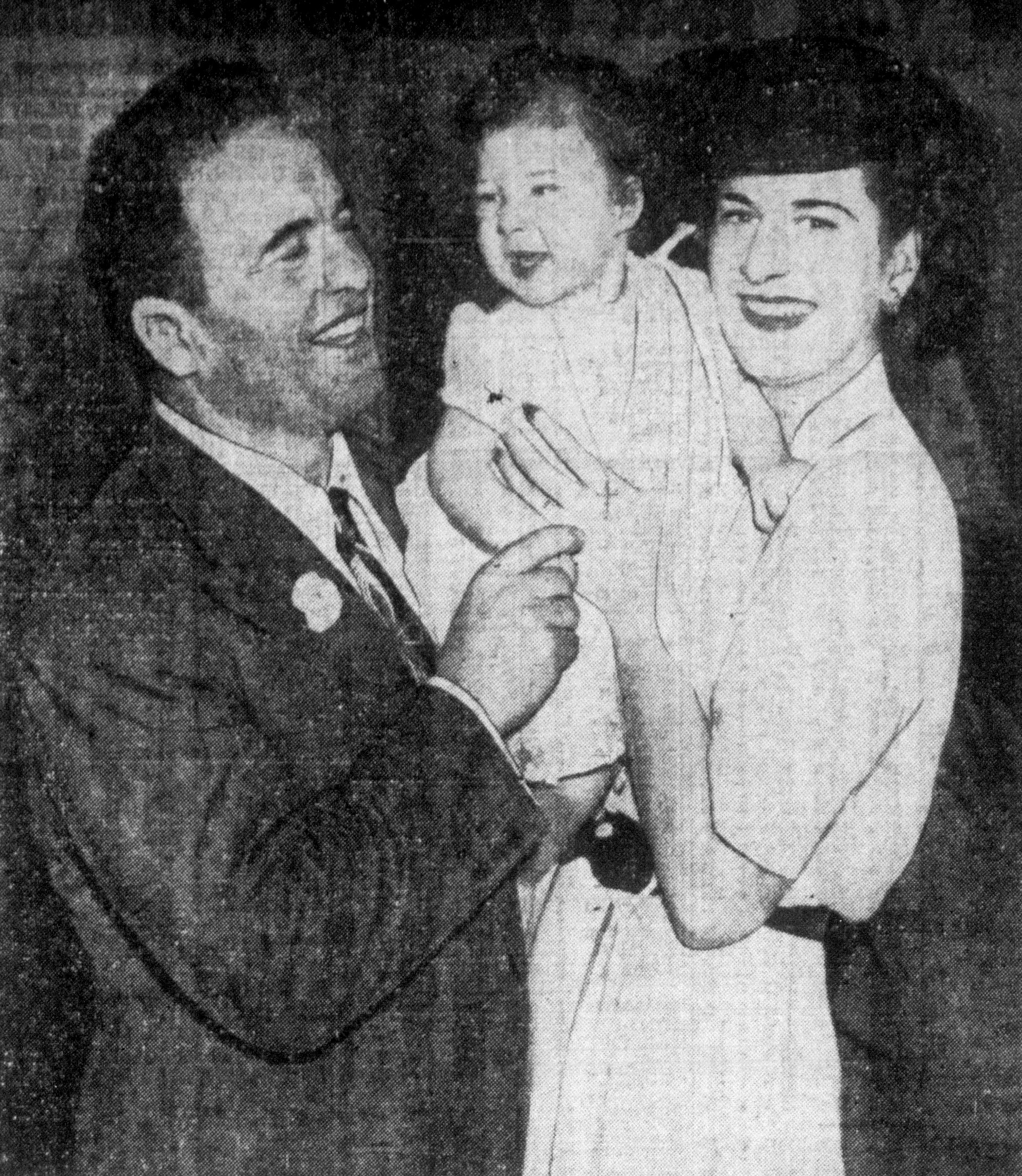
Jim Londos con la moglie Arva e una delle loro figlie (1945)

Poco tempo prima di ritirarsi dal ring sposò una donna americana di nome Arva C. Rochwite (1912–1998), nata a Clayton, Missouri. All'epoca del loro matrimonio, Rochwite veniva descritta sui giornali come "l'aviatrice di St. Louis". La coppia ebbe tre figlie: Diana, Demetra e Christina. La famiglia Londos si trasferì a Escondido, California.
Londos morì di infarto il 19 agosto 1975, e fu sepolto nell'Oak Hill Memorial Park di Escondido.

## Titoli e riconoscimenti
- California State Athletic Commission
  - World Heavyweight Championship (Los Angeles version) (5)[11][12]
- Cauliflower Alley Club
  - Posthumous Award (2020)[13]
- George Tragos/Lou Thesz Professional Wrestling Hall of Fame
  - Classe del 2015[14]
- International Professional Wrestling Hall of Fame
  - Classe del 2022[15]
- Maryland State Athletic Commission
  - World Heavyweight Championship (Maryland version) (2)[16][17]
- Minnesota State Athletic Commission
  - World Heavyweight Championship (Minneapolis version) (2)[18]
- National Wrestling Association
  - NWA World Heavyweight Championship (1)[1][19]
- New York State Athletic Commission
  - NYSAC World Heavyweight Championship (1) – unificato con l'NWA World Heavyweight Championship[1][20]
- Professional Wrestling Hall of Fame and Museum
  - Classe del 2002 (Pioneer Era)[21]
- Wrestling Observer Newsletter
  - Wrestling Observer Newsletter Hall of Fame (Classe del 1996)[22]
- WWE
  - WWE Hall of Fame (Classe del 2018)[23]
- Altri titoli
  - World Heavyweight Wrestling Championship (original version) (1)[1][24]